# PFC Pirin Gotse Delchev
El Profesionalen Futbolen Klub Pirin (en búlgaro: Професионален футболен клуб Пирин), normalmente conocido como Pirin Gotse Delchev, es un club de fútbol de Bulgaria, de la ciudad de Gotse Delchev. Fue fundado en 1925 y juega en la Tercera Liga de Bulgaria (V AFG).

## Historia
El Pirin Gotse Delchev se fundó en 1925 como Pirin Nevrokop (Nevrokop es el antiguo nombre de Gotse Delchev), y sus colores tradicionales son el verde y el blanco. En 1981-82 el Pirin ascendió, por primera vez, a la B PFG. El club pasó tres años en B PFG, antes de ser descendido en 1985 a V AFG, la tercera división.
Después de ocho años en las divisiones más bajas del fútbol búlgaro, en 1993 regresó a B PFG. En su primera temporada en segunda división, el Pirin terminó en octavo lugar en la liga. En la siguiente temporada 1994-95 fue muy pobre para el club, que terminó con el equipo en penúltimo lugar y descendió, de nuevo, a V AFG.
En 2005 ganó la tercera promoción de su historia a la B PFG y en diciembre de 2005, Yordan Bozdanski fue designado entrenador. El Pirin terminó la temporada 2006-07 en el tercer lugar en la zona oeste, su mejor temporada hasta ese momento.
El 27 de junio de 2011, Yakov Paparkov fue anunciado oficialmente como nuevo entrenador del club. En la temporada 2011-12, el Pirin ganó la liga de la zona oeste con 62 puntos, anotando 41 goles y perdiendo sólo tres partidos, por lo que el Pirin ascendió a la primera división de fútbol búlgaro por primera vez en su historia.